# 1735 en droit
Cet article présente les faits marquants de l'année 1735 en droit.

## Événements
- 30 janvier : déclaration d'indépendance de la Corse à Corte. Première Constitution corse[1].

- 21 mars (10 mars du calendrier julien) : traité de Gandja entre la Perse et la Russie contre les Ottomans. Le régent de Perse Nadir Afshar récupère les provinces que les Russes ont acquises en 1723 mais ne les occupent pas[2].

- 20 juin, Russie (9 juin du calendrier julien) : les décrets que prend le Cabinet des ministres en l’absence de l’impératrice Anna Ivanovna ont force de loi[3].